# Mike Mago
Mike Mago, pseudonimo di Michiel Thomassen (Utrecht, 12 marzo 1979), è un disc jockey e produttore discografico olandese. 
È diventato noto grazie al singolo del 2014 Outlines, prodotto con il gruppo musicale canadese Dragonette, in grado di arrivare al secondo posto della UK Chart.

## Carriera
Nel 2010 Mike Mago fonda la sua etichetta discografica indipendente BMKLTSCH RCRDS nella sua città natale, Utrecht. Nel 2014 collabora con il gruppo canadese Dragonette per Outlines, brano rilasciato tramite Spinnin' Records che ha ottenuto un notevole successo, come dimostrano i piazzamenti ottenuti nelle varie Top Charts (3º posto nella chart bel Belgio vallone, 6º posto in quella scozzese, ottavo nella UK chart singles e secondo nella UK chart dance). Nel 2015 la sua BMKLTSCH RCRDS diventa un’etichetta affiliata proprio alla Spinnin', con la quale pubblica anche The Show, Man Hands, Deeper Love, Daylight ed un’altra collaborazione coi Dragonette per Secret Stash.

## Discografia

### Singoli
- 2009: Hey!
- 2009: Wooh!
- 2010: Ready for the Action
- 2010: Don't Give A
- 2011: Bloem
- 2011: Plant
- 2012: The Power
- 2012: The Soul
- 2012: Galactic
- 2013: Hold On
- 2013: The Beat
- 2013: Never Felt Like This Before
- 2013: The Show
- 2014: Man Hands
- 2014: Outlines (con Dragonette)
- 2015: What a Love
- 2015: Meant to Be (con Rogerseventytwo)
- 2015: Deeper Love
- 2016: Daylight (con KC Lights)
- 2016: Higher (con Leon Lour)
- 2016: Secret Stash (con Dragonette)
- 2016: Wasted So Much Of My Life
- 2017: One In A Trillion (con DiRTY RADiO)
- 2017: Dangerous Behaviour (con Tiggi Hawke)
- 2017: Remedy (con Tom Ferry e ILY)
- 2017: Feel So Good
- 2017. You Don't Know Me Now (con Elderbrock)
- 2017: Brothers & Sisters
- 2018: Always On My Mind (con Dog Collective)
- 2018: The Green
- 2018: Give Me Your Love
- 2018: Agora (con Mick Mazoo)
- 2018: Space
- 2019: Wake Up
- 2019: Dream To Be Free
- 2019: Feel Like
- 2021: Cold Groove
- 2021: Am I Dreaming (con MAU & Mohka feat. Megan Brands)

### Remix
- 2009: DJ Rockid - Badmen (Mike Mago Remix)
- 2009: Future Flash - Old School (Mike Mago Remix)
- 2011: DJ Kypski - Satisfaction (Mike Mago Remix)
- 2011: Electrophants - Sledgehammer (Mike Mago Remix)
- 2011: Starski - Sunstruck (Mike Mago & Bart B More Remix)
- 2011: No Body - We Speak American (Mike Mago remix)
- 2011: Bart B More, Rubix - Ari (Mike Mago Remix)
- 2011: Rob Threezy, Lazy Ants - Chi To Rome (Mike Mago Remix)
- 2012: Disco Of Doom - Conkers (Mike Mago Remix)
- 2012: Hidden Cat, RipTide - Space (Mike Mago Remix)
- 2013: Ben Mono, Lars Moston - Unison (Mike Mago Remix)
- 2013: The Kite String Tangle - Commotion (Mike Mago Remix)
- 2013: Magic Eye - Inside My Love (Mike Mago Remix)
- 2013: A.N.D.Y., Nyemiah Supreme - Pump It Up (Mike Mago Remix)
- 2013: Hateless - It Must Be Love (Mike Mago Remix)
- 2014: Wilkinson - Dirty Love (Mike Mago Remix)
- 2015: Avicii - The Nights (Mike Mago Remix)
- 2015: Kraak & Smaak - Mountain Top (Mike Mago Remix)
- 2015: Feiertag, David Dam - Damn You (Mike Mago Remix)
- 2015: TAI, Watermät, Becky Hill - All My Love (Mike Mago Remix)
- 2016: Ellie Goulding - Army (Mike Mago Remix)
- 2018: Tiësto - Wasted (Mike Mago Remix)
- 2019: Rogerseventytwo - Take Me High (Mike Mago Remix)
- 2020: Halsey - You Should Be Sad (Mike Mago Remix)